# مدينة الملك سلمان بن عبد العزيز الطبية
مدينة الملك سلمان بن عبد العزيز الطبية هي أول مدينة طبية متكاملة تخدم منطقة المدينة المنورة، عرفت سابقا باسم مجمع مستشفيات المدينة المنورة، قبل صدور موافقة خادم الحرمين الشريفين الملك سلمان بن عبد العزيز آل سعود في 1 فبراير 2021 على إطلاق المسمى الجديد، الذي صدرت موافقة مجلس الوزراء عليه، وتضم المدينة: (المستشفى العام ومستشفى النساء والولادة والأطفال ومجمع الأمل للصحة النفسية).